# 후안 카스티야
후안 카스티야(스페인어: Juan Andres Castilla Lozano, 2004년 3월 3일~)는 콜롬비아의 축구 선수로, 데포르티보 칼리와 콜롬비아 연령별 대표팀에서 미드필더로 활동하고 있다.